# Strážek
Strážek (německy Straschkau) je městys v okrese Žďár nad Sázavou v Kraji Vysočina. Leží jihovýchodně od Žďáru nad Sázavou, zhruba deset kilometrů jihozápadně od Bystřice nad Pernštejnem při silnici číslo 389. V celé městysi žije 853 obyvatel. Ve Strážku je škola, pošta a zdravotnické zařízení.

## Historie
Podle neprokázané pověsti pochází Strážek již z doby velkomoravské. První písemná zmínka o městečku je však až z roku 1338, roku 1375 se uvádí jako městečko. V některých pramenech je však uváděn hrad Strážek v mnohem starší době (1158). Hrad měl stát na místě dnešního kostela.

## Obyvatelstvo
| Rok            | 1869  | 1880  | 1890  | 1900  | 1910  | 1921  | 1930  | 1950  | 1961  | 1970  | 1980 | 1991 | 2001 | 2011 | 2021 |
| -------------- | ----- | ----- | ----- | ----- | ----- | ----- | ----- | ----- | ----- | ----- | ---- | ---- | ---- | ---- | ---- |
| Počet obyvatel | 1 566 | 1 803 | 1 685 | 1 605 | 1 483 | 1 517 | 1 303 | 1 024 | 1 218 | 1 068 | 967  | 973  | 956  | 909  | 875  |
| Počet domů     | 231   | 242   | 258   | 257   | 253   | 249   | 244   | 268   | 255   | 245   | 246  | 308  | 325  | 333  | 316  |

## Správa městyse a politika
Od 10. října 2006 byl obci vrácen status městyse.

### Části městyse
- Jemnice
- Krčma
- Meziboří
- Mitrov
- Moravecké Janovice
- Strážek

K městysi patřilo i Habří, k 1. červenci 2007 však bylo přeřazeno pod obec Moravecké Pavlovice.

### Politika
V letech 2006–2010 působil jako starosta Bohuslav Kocián, od roku 2010 tuto funkci vykonává Vlastimil Tvarůžek.

### Symboly městyse
Znak a vlajka byly městysi uděleny rozhodnutím předsedy Poslanecké sněmovny Parlamentu České republiky dne 5. dubna 2001.

## Pamětihodnosti
- hrad Strážek
- kostel svatých Šimona a Judy
- kaple svatého Floriána

## Školství
- Základní škola a Mateřská škola Strážek

## Galerie

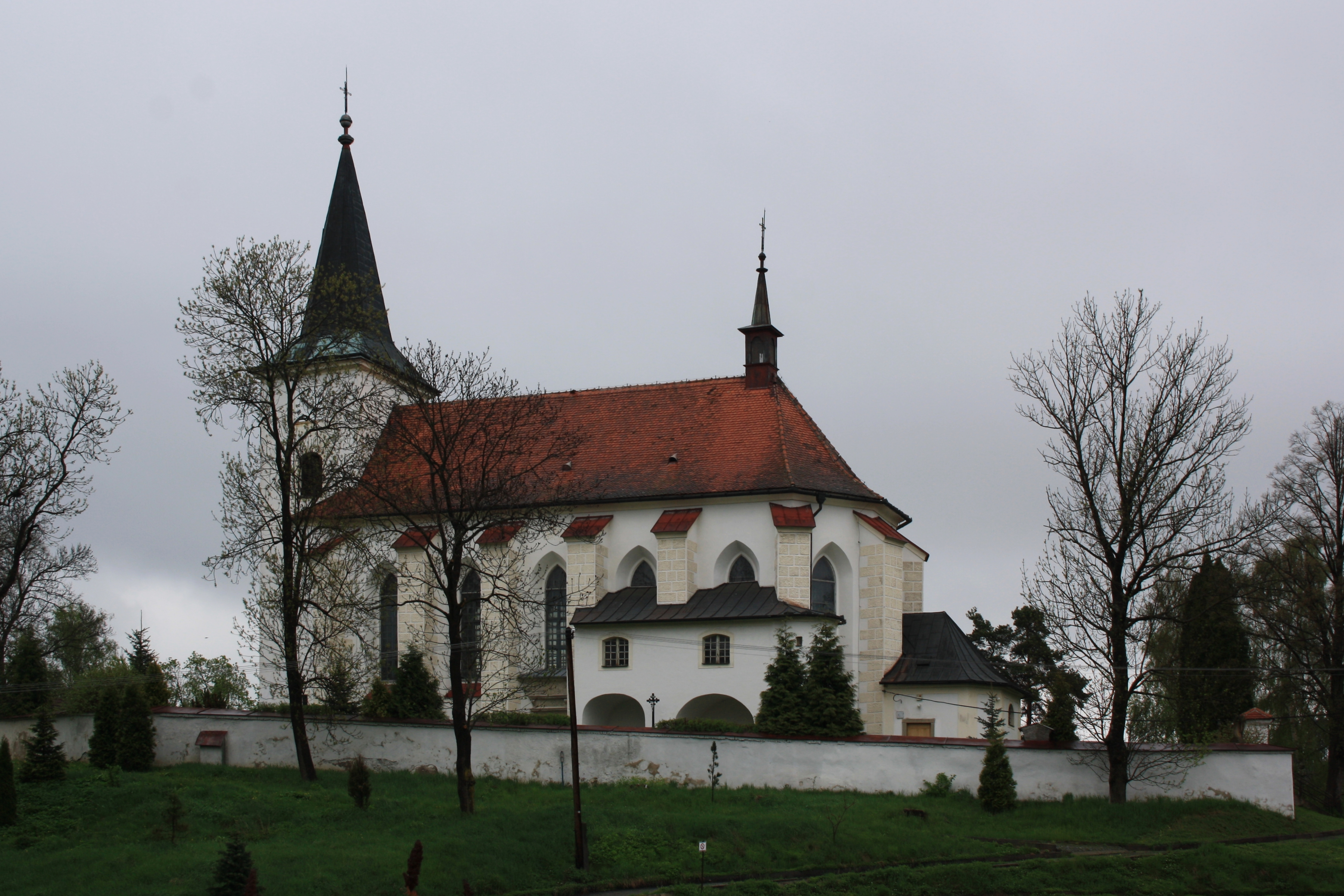
Kostel svatých Šimona a Judy
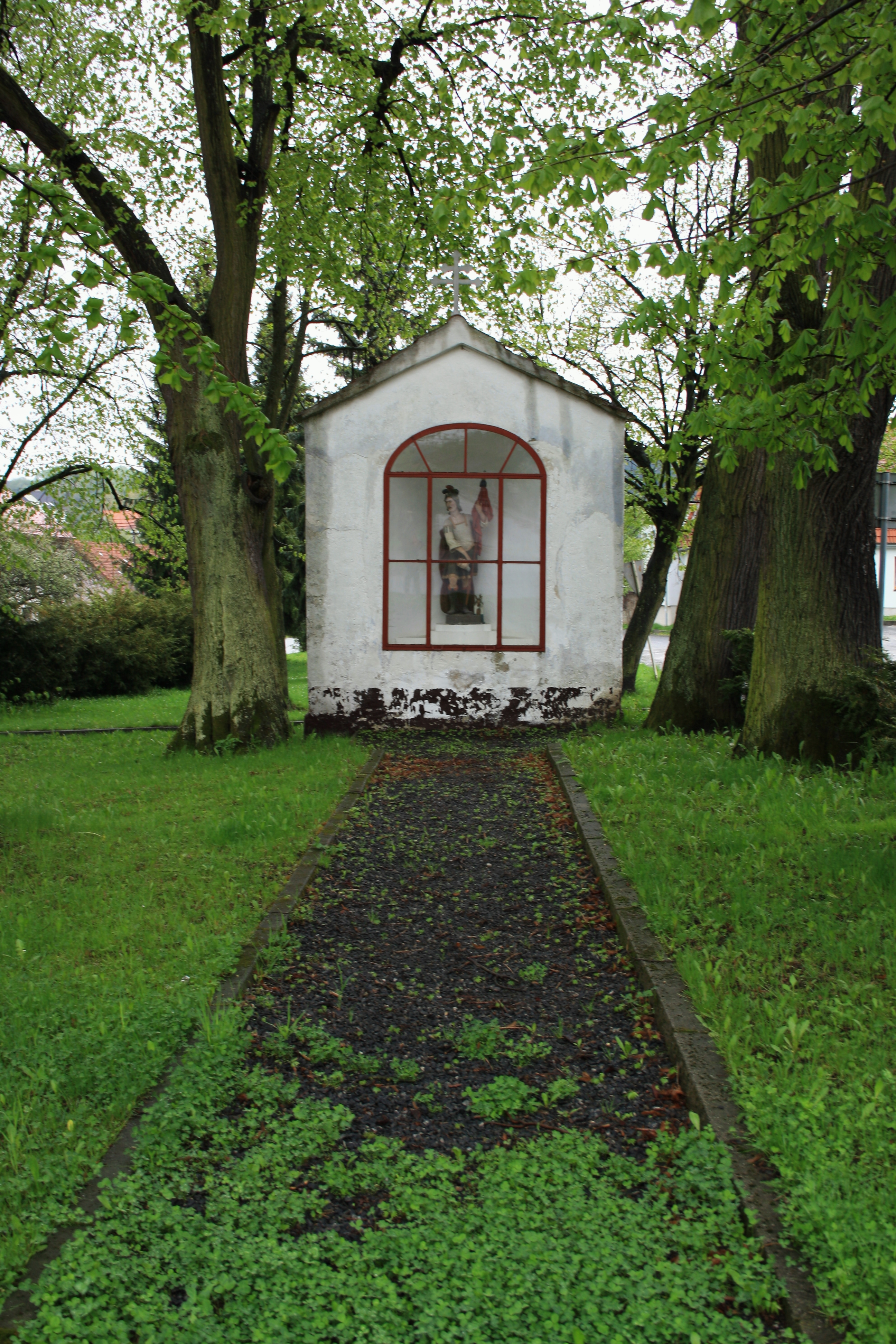
Výklenková kaple svatého Floriána
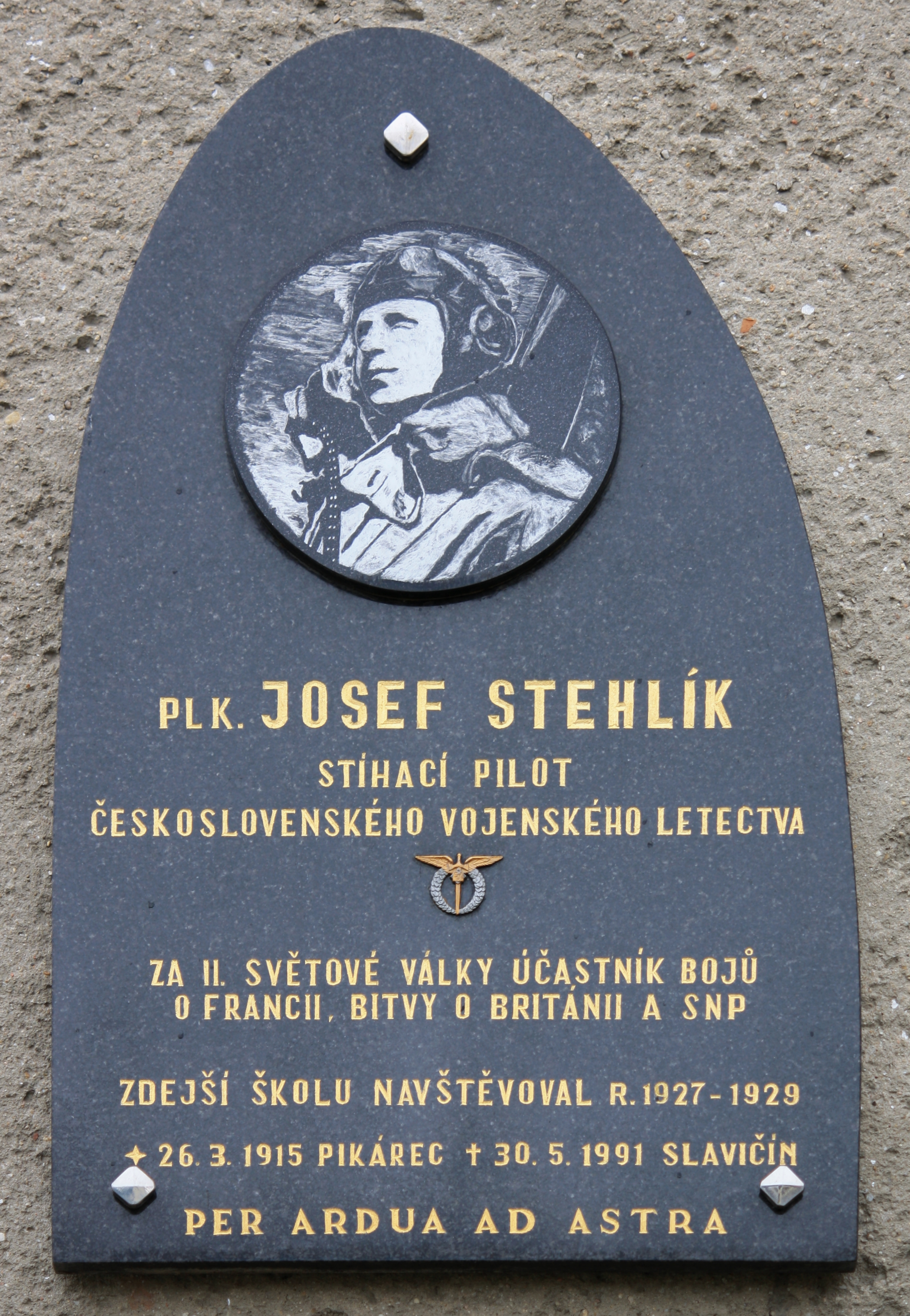
Pamětní deska pilota RAF Josefa Stehlíka